# تپه قلعه محمد علی سنجابی
تپه قلعه محمد علی سنجابی (هـ - ۶۶) مربوط به دوران‌های تاریخی پس از اسلام است و در شهرستان هرسین، روستای رایگان واقع شده و این اثر در تاریخ ۲۴ فروردین ۱۳۸۲ با شمارهٔ ثبت ۸۱۳۳ به‌عنوان یکی از آثار ملی ایران به ثبت رسیده است.